# Adenomera ajurauna
Adenomera ajurauna е вид жаба от семейство Жаби свирци (Leptodactylidae).

## Разпространение и местообитание
Този вид е разпространен в Бразилия (Сао Пауло).
Обитава градски и гористи местности и плантации.

## Описание
Популацията на вида е стабилна.